# Amphilectus unciger
Amphilectus unciger är en svampdjursart som först beskrevs av Topsent 1928.  Amphilectus unciger ingår i släktet Amphilectus och familjen Esperiopsidae. Inga underarter finns listade i Catalogue of Life.